# Tyfoon Mangkut
Tyfoon Mangkhut, in de Filipijnen bekend als Tyfoon Ompong, is een tropische cycloon van de vijfde categorie die ontstaan is op 7 september 2018 en tien dagen later wegtrok. Op het moment van activiteit was het tevens de krachtigste tropische cycloon van 2018. Er werden windsnelheden bereikt van 300 km/u.

## Meteorologische geschiedenis

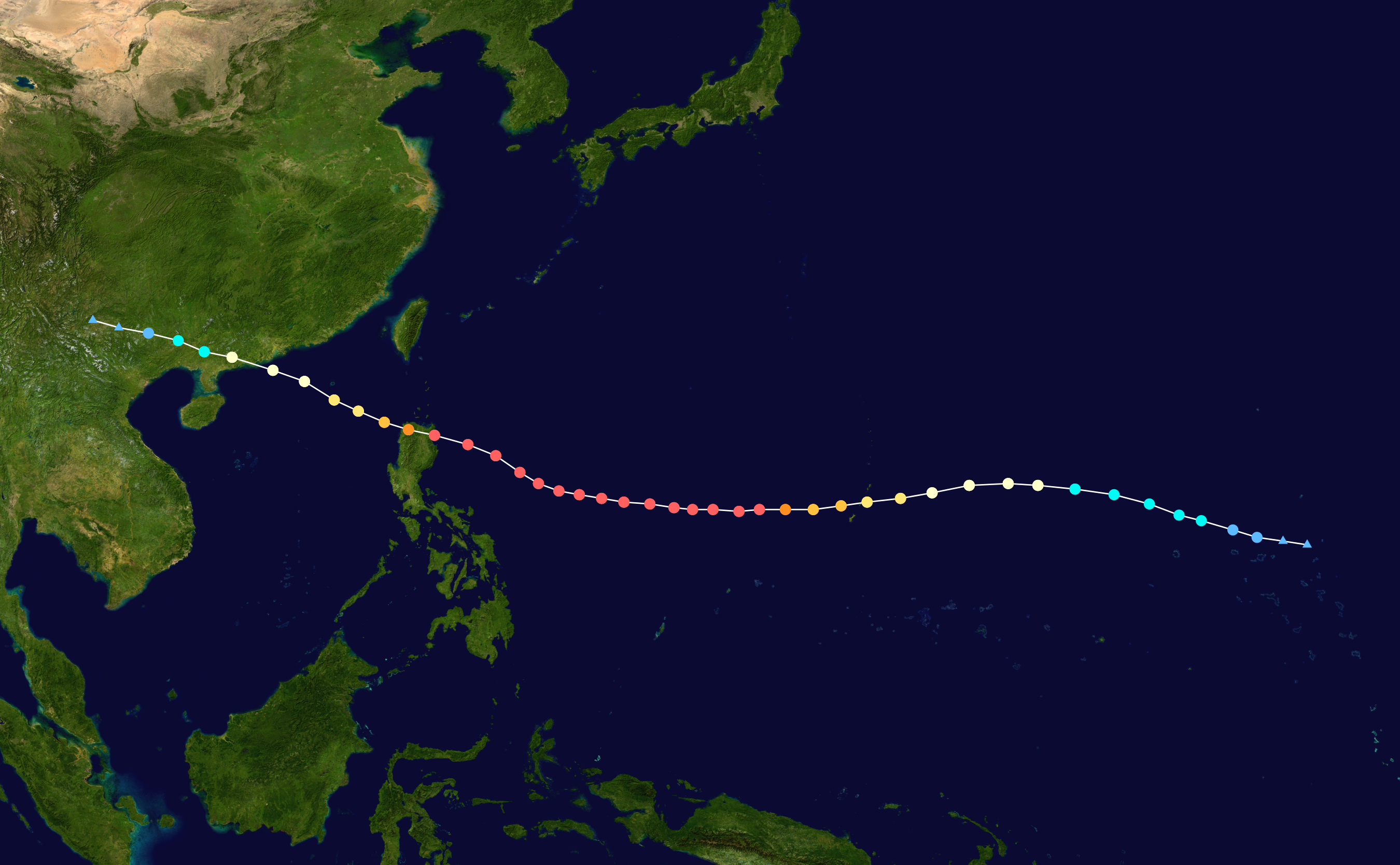
Traject van de tyfoon

Op 5 september 2018 begon het Joint Typhoon Warning Center (JTWC) op Hawaï een tropische storing nabij de datumlijn in de gaten te houden. De volgende dagen vond een verdere ontwikkeling plaats, de Japanse weerdienst classificeerde het systeem op 7 september als een tropische depressie. Deze intensiveerde tot een tropische storm en kreeg de naam Mangkhut. De volgende twee dagen vond een snelle ontwikkeling plaats. Regenzones ontwikkelden zich rond een zichtbaar wordend oog, en omstandigheden als weinig wind shear, snel uitstromende lucht bovenin, en een hoge zeewatertemperatuur zorgden op 9 september voor het bereiken van orkaansterkte. De tyfoon naderde de Noordelijke Marianen en Guam. Het JTWC kende op dat moment categorie 2 toe; de maximale windsnelheid bedroeg 165 km/u toen het systeem op 10 september rond het middaguur langs Rota trok, op weg naar het noorden van de Filipijnen. De windsnelheid liep verder op tot 255 km/u en was duidelijk hoger dan die van de orkaan Florence die in dezelfde periode over de Atlantische Oceaan trok.

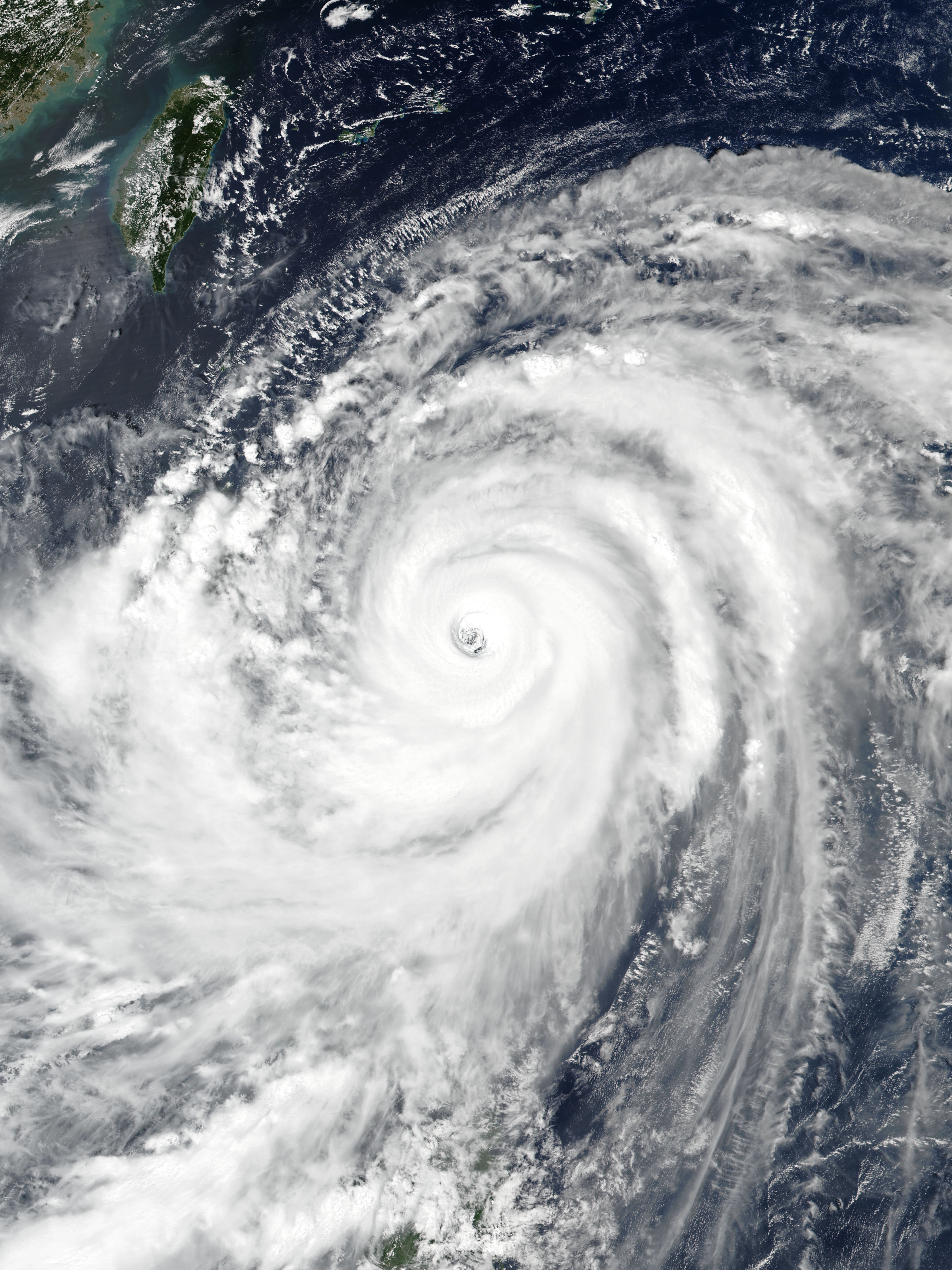
Tyfoon Mangkhut nadert Luzon, Filipijnen, op 14 september

Bij het overtrekken van de Filipijnse Zee op 11 september vond weer een toename in kracht plaats; het duidelijk zichtbare oog had een doorsnee van 39 km. Het JTWC meldde dat Mangkhut die dag rond 12 uur categorie 5 had bereikt, een status die het bijna vier dagen zou behouden. De Japanse weerdienst stelde vast dat de luchtdruk in het centrum aan het eind van die dag een waarde bereikte van 905 millibar, de windsnelheid bedroeg 205 km/u. Op 12 september werd een maximale windsterkte (gedurende een minuut) bereikt van 285 km/u.  
Tijdens het overtrekken van de bergen van Luzon nam de kracht wat af voordat op 15 september de Zuid-Chinese Zee werd bereikt. Op 16 september werd aan het eind van de middag de kust van Zuid-China bereikt. Daarna nam de kracht snel af en op 17 september was er niet meer van overgebleven dan een gewoon lagedrukgebied boven Guangxi.

## Gevolgen
Verwacht werd dat de tyfoon een stormvloed zou veroorzaken en grote hoeveelheden regen meebrengen, die tot overstromingen en aardverschuivingen konden leiden. De Filipijnse rampendienst ging ervan uit dat rond 5 miljoen mensen gevaar liepen, op 14 september werden er 800.000 opgeroepen te evacueren. Ook werden vooraf al vluchten geannuleerd en bootverbindingen stilgelegd. 

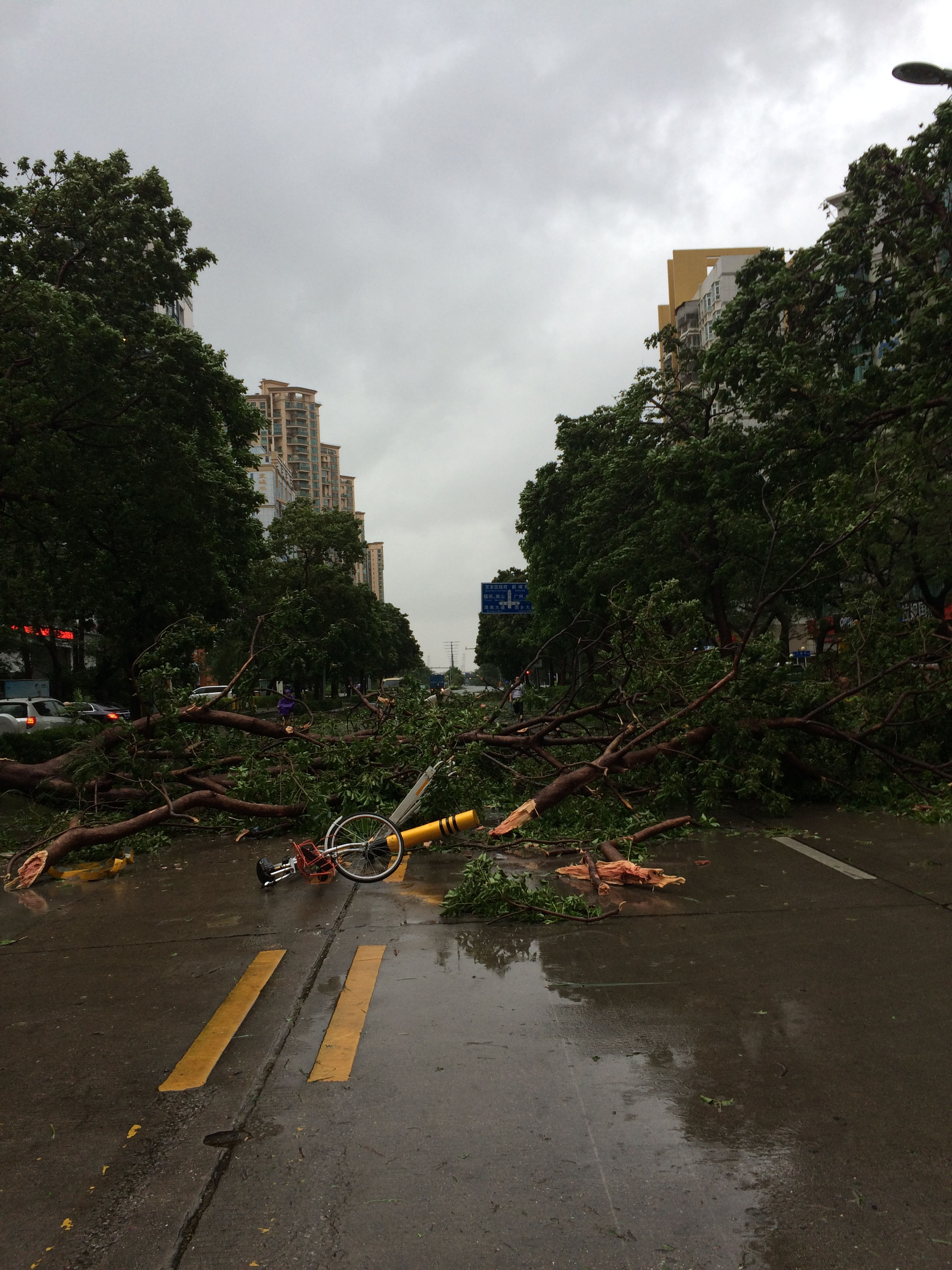
Schade in Shenzhen

Op de vroege ochtend van 15 september (2 uur plaatselijke tijd) kwam de orkaan in de gemeente Baggao aan land, als een tyfoon van de vijfde categorie. Het was in Luzon de krachtigste storm sinds Tyfoon Megi in 2010, en landelijk de krachtigste sinds tyfoon Hayan in 2013.
Een aantal mensen kwam om het leven en de elektriciteit viel op grote schaal uit. Met enkele gebieden waren geen verbindingen meer. Meteorologen gingen ervan uit dat de orkaan verder naar China zou trekken en daar met de kracht van categorie 4 aan land zou komen bij de dicht bevolkte Parelrivierdelta. Ook daar werden waarschuwingen uitgegeven en evacuaties voorbereid. De autoriteiten van Hongkong waarschuwden, dat de bevolking zich op het ergste moest voorbereiden. Op de avond van 16 september bereikten de voorste uitlopers Hongkong. Na het in de nacht bereiken van de kust bij Jiangmen en Yangjiang, werd ook voor het noorden van Vietnam veel regen verwacht.

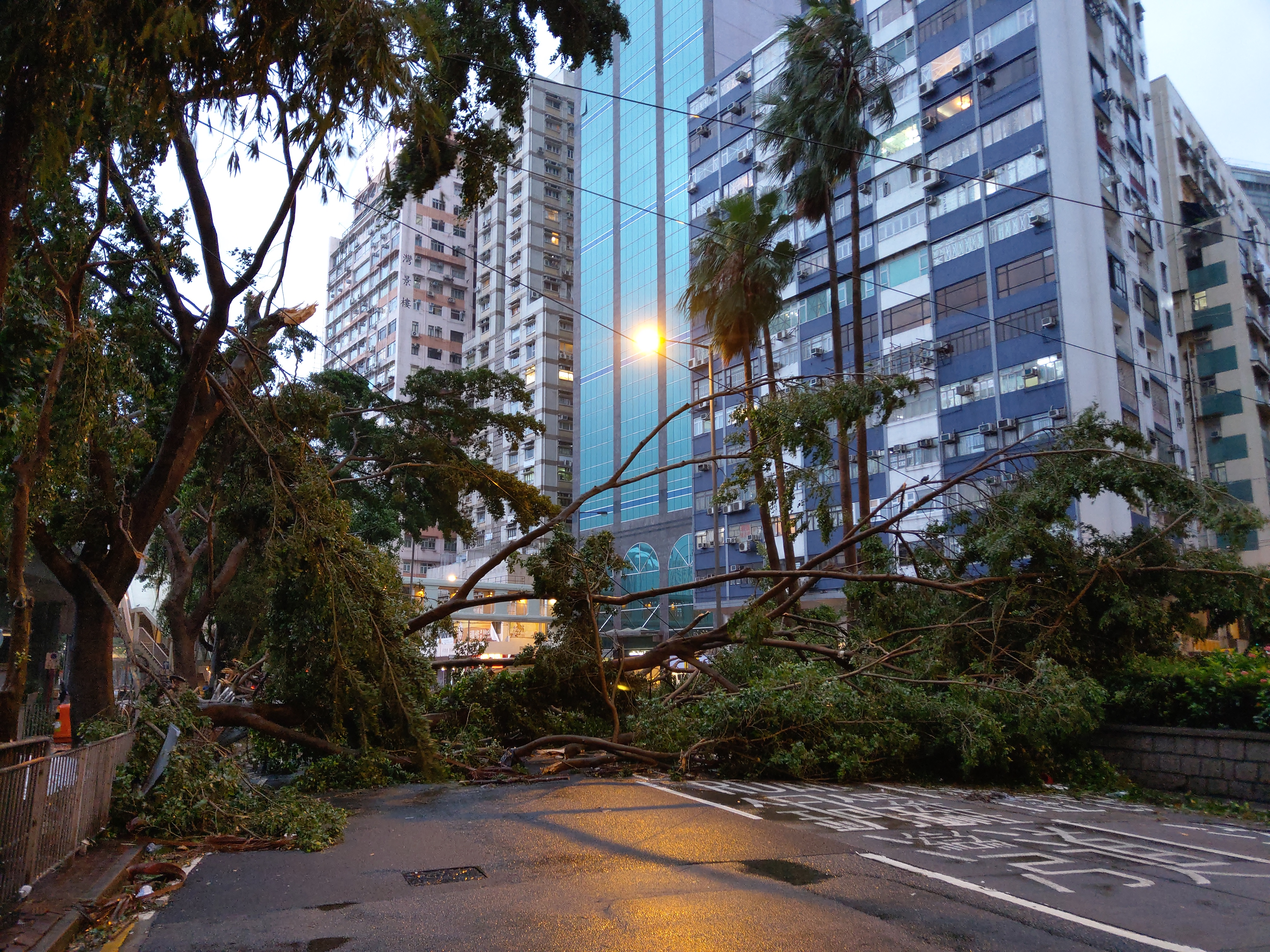
Geblokkeerde Yee Wo Street in Causeway Bay, Hongkong

In Hongkong waren veel straten geblokkeerd en alle 600 buslijnen waren uitgevallen. Uit het zuiden van China kwam weinig informatie; volgens officiële berichten waren zes mensen om  het leven gekomen. De in die tijd nog niet geopende Hongkong-Zhuhai–Macau-brug doorstond deze stresstest goed. De tyfoon bereikte soms windsnelheden van 55 meter per seconde. In het circa 60 km landinwaarts gelegen Yangchun traden wegens zware regenval flinke overstromingen op.
Per 22 september 2018 waren op de Filipijnen 127 doden bekend en werden nog ten minste 111 mensen vermist. Ook waren er veel gewonden, werden duizenden gebouwen en huizen verwoest en viel op grote schaal de stroom uit. Uit Hongkong werden ruim 200 gewonden gemeld. In China vielen zes doden en op Taiwan een.

Grafiek van de luchtdruk en maximale windsnelheid